# Championnat d'Asie masculin de basket-ball 2013
Navigation
Chine 2011 Chine 2015
Le championnat d'Asie de basket-ball 2013 est le 27e championnat d'Asie de basket-ball masculin organisé par la FIBA Asie. Il a eu lieu à Grand Manille aux Philippines du 1er août au 11 août 2013.

## Classement final
- Équipes qualifiées pour la Coupe du monde 2014

| Place              | Équipes         | V-D | Stade de la compétition              |
| ------------------ | --------------- | --- | ------------------------------------ |
| Médaille d'or      | Iran            | 9–0 | Vainqueur                            |
| Médaille d'argent  | Philippines     | 7-2 | Finaliste                            |
| Médaille de bronze | Corée du Sud    | 7–2 | Vainqueur de la petite finale        |
| 4                  | Taïwan          | 6–3 | Petite finale                        |
| 5                  | Chine           | 6-3 | Vainqueur du match pour la 5e place  |
| 6                  | Qatar           | 5-3 | Match pour la 5e place               |
| 7                  | Jordanie        | 4-5 | Vainqueur du match pour la 7e place  |
| 8                  | Kazakhstan      | 3-6 | Match pour la 7e place               |
| 9                  | Japon           | 3–4 | Vainqueur du match pour la 9e place  |
| 10                 | Hong Kong       | 1–6 | Match pour la 9e place               |
| 11                 | Inde            | 2-6 | Vainqueur du match pour la 11e place |
| 12                 | Bahreïn         | 2-6 | Match pour la 11e place              |
| 13                 | Arabie saoudite | 1-3 | Vainqueur du match pour la 13e place |
| 14                 | Thaïlande       | 1-4 | Match pour la 13e place              |
| 15                 | Malaisie        | 0-4 |                                      |